# Elecciones generales de Trinidad y Tobago de 2020
Las elecciones generales de Trinidad y Tobago de 2020 se llevaron a cabo el lunes 10 de agosto de 2020 para elegir a 41 miembros del Parlamento de Trinidad y Tobago.
La presidenta Paula-Mae Weekes, con el asesoramiento del primer ministro Keith Rowley, disolvió el Parlamento y convocó las elecciones el 3 de julio de 2020.
El Movimiento Nacional del Pueblo (PNM) dirigido por el primer ministro en ejercicio Keith Rowley, ganó 22 escaños y consiguió formar un segundo gobierno mayoritario de cinco años al derrotar al opositor Congreso Nacional Unido, encabezado por la líder de la oposición Kamla Persad-Bissessar y que terminó con 19 escaños.
Rowley y el nuevo gabinete prestaron juramento el 19 de agosto de 2020.

## Resultados
|                                    |                                             |           |       |       |         |             |  |  |  |
| Partido                            | Partido                                     | Votos     | %     | +/-   | Escaños | +/-         |  |  |  |
|                                    | Movimiento Nacional del Pueblo              | 322 250   | 49.08 | 2.60  | 22      | 1           |  |  |  |
|                                    | Congreso Nacional Unido                     | 309 188   | 47.09 | 7.48  | 19      | 2           |  |  |  |
|                                    | Patriotas Demócratas Progresistas           | 10 367    | 1.58  | Nuevo | 0       | Nuevo       |  |  |  |
|                                    | Partido del Empoderamiento Progresivo       | 5933      | 0.90  | Nuevo | 0       | Nuevo       |  |  |  |
|                                    | Partido Liberal Independiente               | 3817      | 0.58  | 0.12  | 0       | Sin cambios |  |  |  |
|                                    | Movimiento por la Justicia Social           | 1223      | 0.19  | N/a   | 0       | Sin cambios |  |  |  |
|                                    | Movimiento para el Desarrollo Nacional      | 1039      | 0.16  | Nuevo | 0       | Nuevo       |  |  |  |
|                                    | COP–DPTT–TTDF                               | 524       | 0.08  | 5.93  | 0       | 1           |  |  |  |
|                                    | Nueva Visión Nacional                       | 493       | 0.08  | 0.04  | 0       | Sin cambios |  |  |  |
|                                    | Campaña de la Humanidad de Trinidad         | 366       | 0.06  | 0.04  | 0       | Sin cambios |  |  |  |
|                                    | Organización Nacional de Nosotros el Pueblo | 310       | 0.05  | Nuevo | 0       | Nuevo       |  |  |  |
|                                    | Coalición Nacional para la Transformación   | 234       | 0.04  | N/a   | 0       | Sin cambios |  |  |  |
|                                    | Partido Progresista                         | 211       | 0.03  | Nuevo | 0       | Nuevo       |  |  |  |
|                                    | Una Voz de Tobago                           | 80        | 0.01  | Nuevo | 0       | Nuevo       |  |  |  |
|                                    | Partido de los Pueblos no Representados     | 73        | 0.01  | Nuevo | 0       | Nuevo       |  |  |  |
|                                    | Unidad del Pueblo                           | 40        | 0.01  | Nuevo | 0       | Nuevo       |  |  |  |
|                                    | El Partido Nacional                         | 23        | 0.00  | Nuevo | 0       | Nuevo       |  |  |  |
|                                    | Candidatos independientes                   | 351       | 0.05  | 0.27  | 0       | Sin cambios |  |  |  |
|                                    |                                             |           |       |       |         |             |  |  |  |
| Votos válidos                      | Votos válidos                               | 656 522   | 99.73 |       |         |             |  |  |  |
| Votos nulos y en blanco            | Votos nulos y en blanco                     | 1775      | 0.27  |       |         |             |  |  |  |
| Total                              | Total                                       | 658 297   | 100   | –     | 41      | =           |  |  |  |
| Abstención                         | Abstención                                  | 475 838   | 41.96 |       |         |             |  |  |  |
| Votantes registrados/participación | Votantes registrados/participación          | 1 134 135 | 58.04 |       |         |             |  |  |  |